# Neoascia tuberculifera
Neoascia tuberculifera är en tvåvingeart som beskrevs av Violovitsh 1957. Neoascia tuberculifera ingår i släktet dvärgblomflugor, och familjen blomflugor. Inga underarter finns listade i Catalogue of Life.